# Coenotephria juvenilata
Coenotephria juvenilata là một loài bướm đêm trong họ Geometridae.